# Suessenguthia koessleri
Suessenguthia koessleri är en akantusväxtart som beskrevs av Schmidt-leb.. Suessenguthia koessleri ingår i släktet Suessenguthia och familjen akantusväxter. Inga underarter finns listade i Catalogue of Life.